# Microsoft Kin

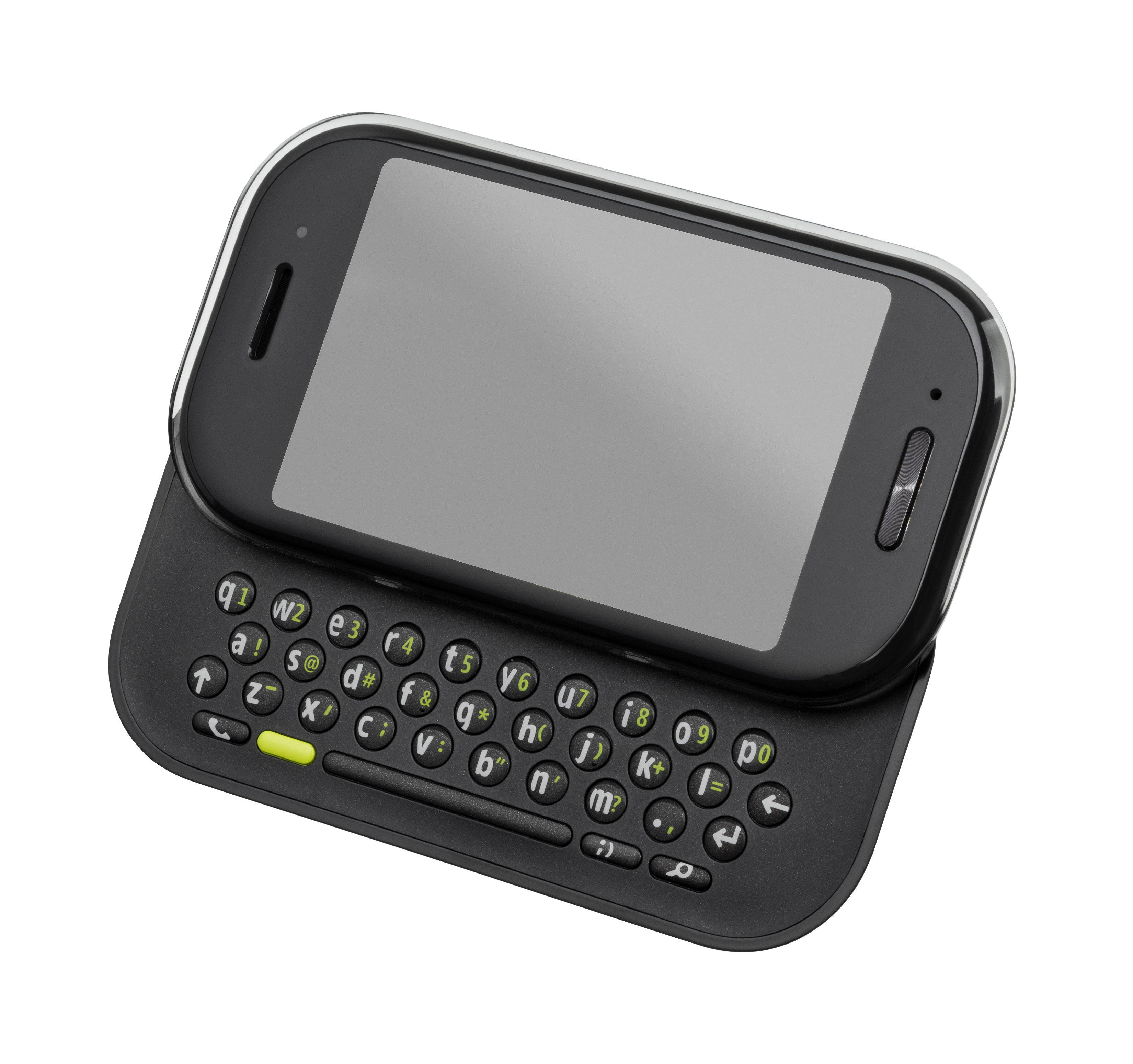
Microsoft Kin Two

Kin (nombre código Project Pink) fue el nombre de un teléfono inteligente enfocado a redes sociales de Microsoft.
El 30 de junio de 2010 Microsoft anunció la discontinuación del Kin. Solo seis semanas después de haber sido lanzado.
Kin, como plataforma,  fue un producto que surge de la compra de Danger Inc en el 2008 por parte de Microsoft. Esta nueva plataforma consistía en teléfonos diseñados para usuarios asiduos a redes sociales y aplicaciones de mensajería instantánea. La tecnología adquirida de Danger daría las bases al sistema operativo personalizado de estos teléfonos y sería parte de un sistema cliente-servidor para operadores de telefonía móvil.
Los teléfonos, diseñados por Microsoft, eran fabricados por Sharp. Kin funcionaba como el servicio de software en ejecución sobre dispositivos con Windows Phone 7.

## Lanzamiento
Las declaraciones del portal de noticias ZDNet indicaron que el lanzamiento de Kin conllevaría a un nuevo conjunto de soluciones y servicios. Se esperaba que esta nueva plataforma de telefonía móvil se base en el dispositivo multimedia Zune. Kin fue desarrollado dentro de la división Premium Mobile Experiences de Microsoft. Microsoft involucró a empleados de Danger Inc., con la intención de agregarle talento de la industria y una mejor experiencia móvil al proyecto. Se dijo que el objetivo era crear una plataforma móvil muy superior a la del Danger Sidekick. Se había reportado que el Kin estaría basado originalmente en Windows Phone 7, sin embargo, debido a retrasos con Windows Phone 7 ahora será equipado con Windows CE. Disponía de Zune Marketplace y recurría a XNA como plataforma de juegos.
La nueva plataforma estaba destinada a producir télefonos diseñados para usuarios que emplean frecuentemente la mensajería instantánea y las redes sociales. La tecnología adquirida del Danger Hiptop ha sido descrita como una familia de dispositivos móviles ejecutando un sistema operativo personalizado, como parte de un sistema Cliente-servidor que luego se le da a los operadores telefónicos.

## Versiones

### KinOne
- Teclado QWERTY deslizable
- Pantalla TFT de 2.6", QVGA (320 x 240)
- Pantalla táctil capacitiva
- Cámara de 5 megapíxeles, con flash led[12]
- 4Gb de memoria de almacenamiento, 256MB DDR RAM
- GPS

### KinTwo
- Más grande
- Teclado QWERTY deslizable lateral
- Pantalla TFT de 3.4", HVGA (480x320)
- Cámara de 8 megapíxeles, con flash led[12]
- 8Gb de memoria de almacenamiento, 256MB DDR RAM
- GPS
- Acelerómetro
- Bluetooth
- USB

### KinStudio
Los contenidos provenientes del teléfono Kin, como fotografías y mensajes, serán almacenados automáticamente a un servicio "en la nube" para ser accedidos desde un sitio web.

## Descatalogación
Después de 48 días, el 30 de junio de 2010, Microsoft quitó del mercado la línea Kin y canceló el lanzamiento de los teléfonos en Europa como estaba previsto. Se reportó que las ventas no fueron las esperadas. La compañía también indicó que el equipo de personas que trabajaba en el proyecto pasó a integrarse con el grupo que desarrolla el sistema operativo Windows Phone 7.